# Mark Lawrence (rugby à XV)
Pour les articles homonymes, voir Mark Lawrence et Lawrence.
Mark Lawrence, né le 16 juin 1965 à Standerton (Afrique du Sud), est un arbitre international sud-africain de rugby à XV.

## Carrière
Il a arbitré son premier match international le 15 juillet 2000, il s'agissait d'un match opposant l'équipe d'Italie à l'équipe des Fidji.
Mark Lawrence a arbitré notamment trois matchs du Tournoi des Six Nations (au 30-07-06).

## Palmarès
- 12 matchs internationaux (au 30 juillet 2006)